# Australian Securities Exchange

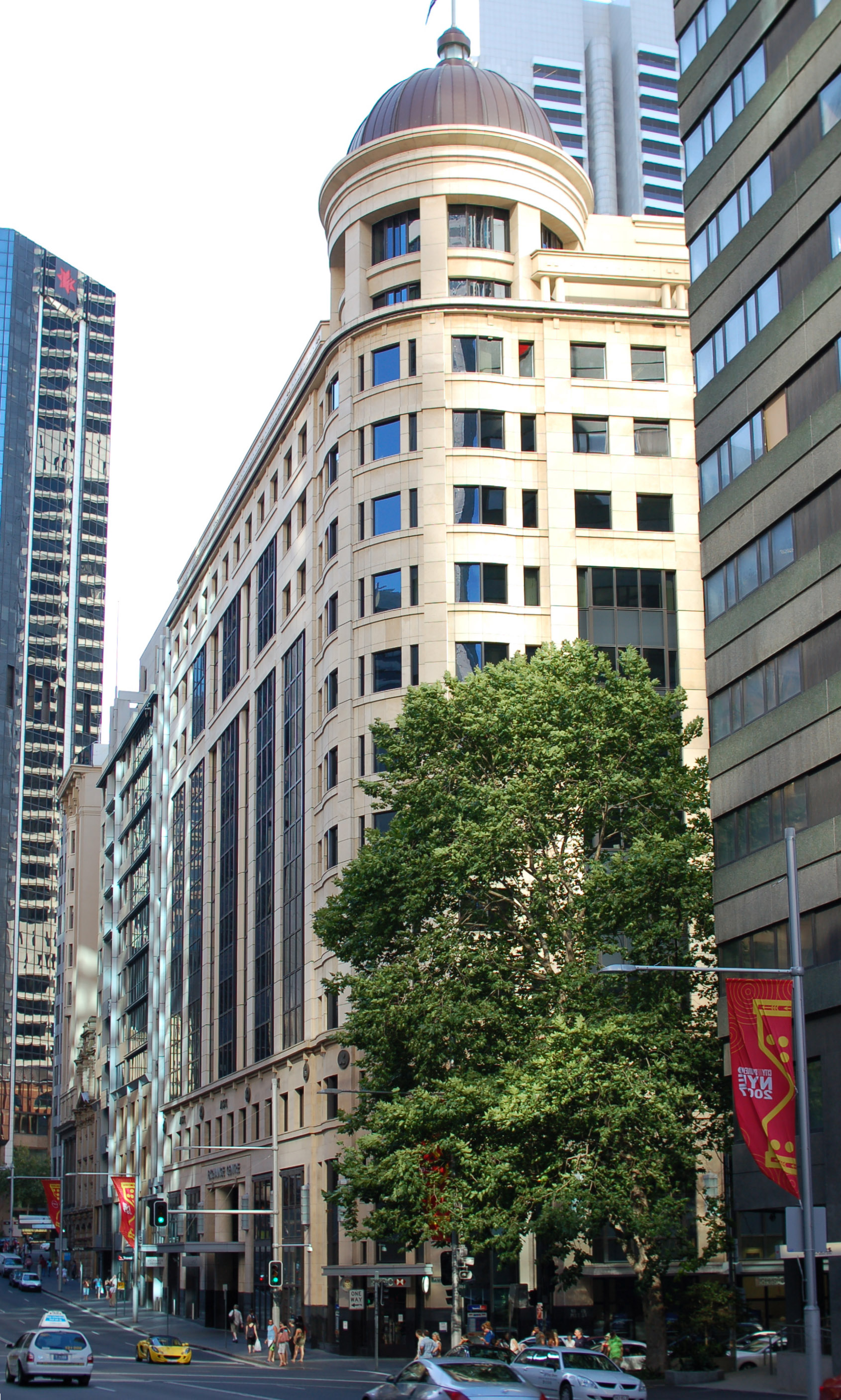
Sydney Exchange

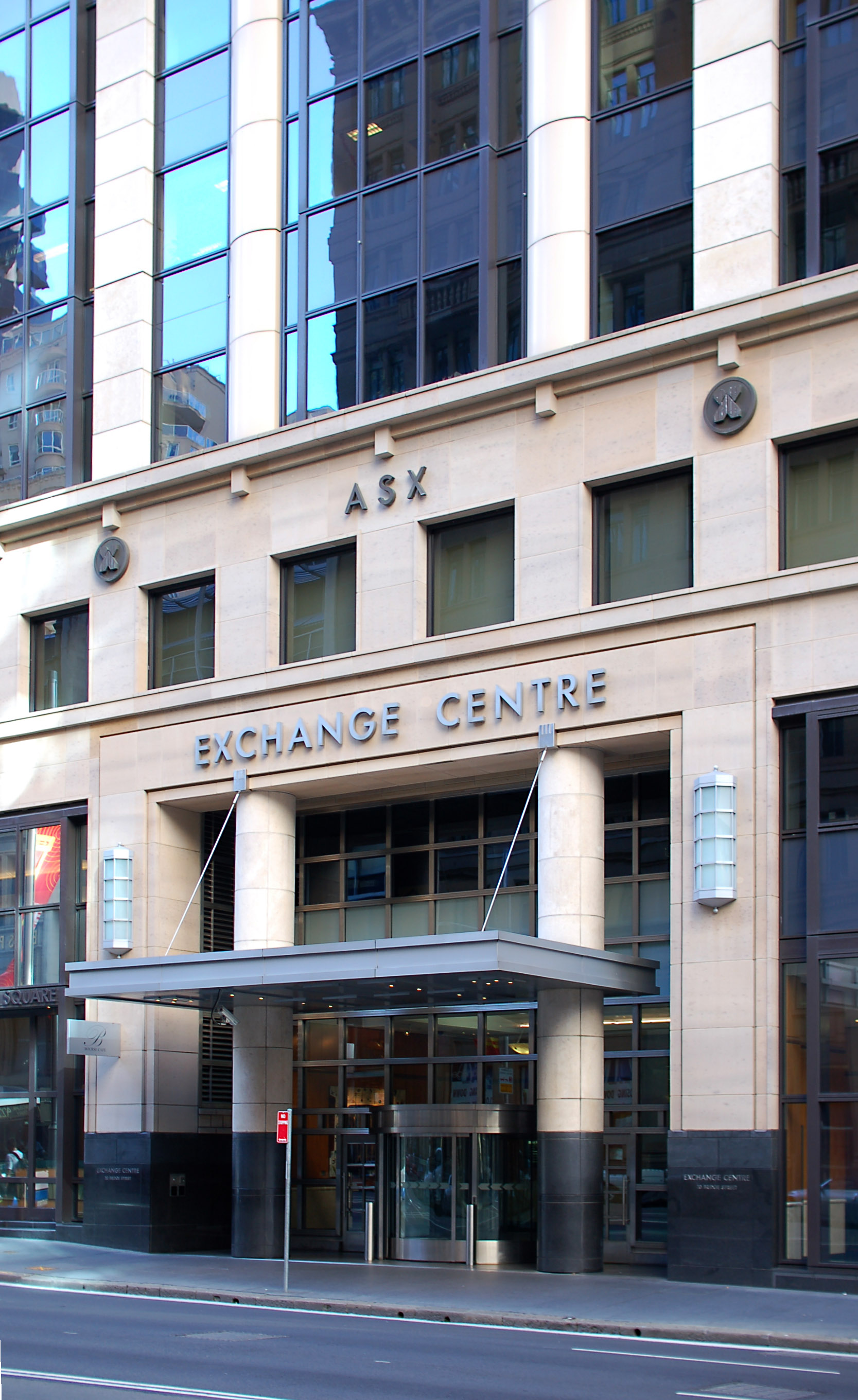
Sydney Exchange

The Australian Securities Exchange, (ASX) är den största börsen i Australien. Den elektroniska börsen grundades 1987, dock har börsen varit verksam sedan 1861.
De största bolagen som är listade på ASX är BHP Billiton, Commonwealth Bank of Australia, Telstra Corporation, Rio Tinto, National Australia Bank och Australia and New Zealand Banking Group.